# Jacob Aaland

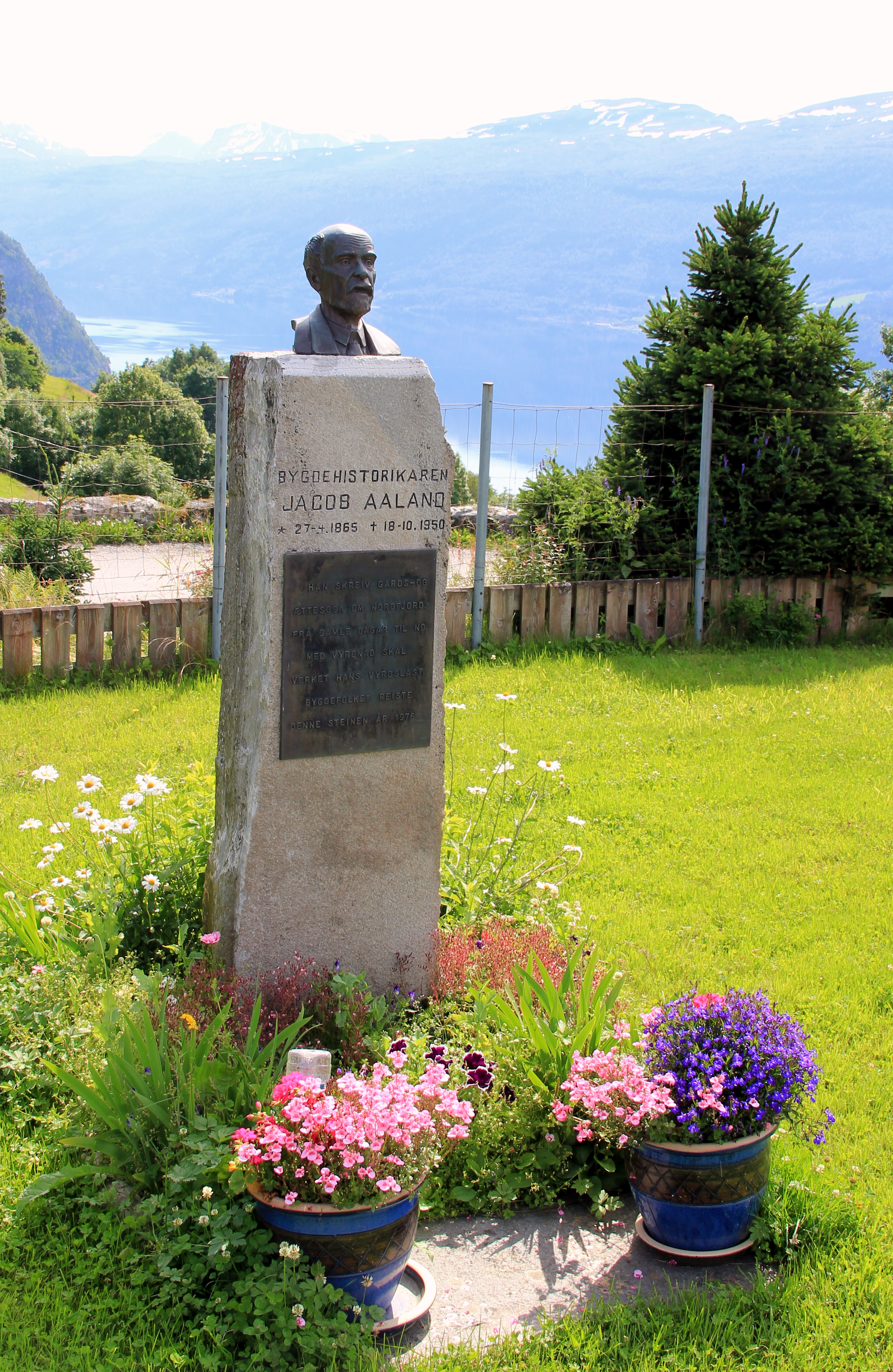
Bức tượng bán thân của Aaland tại trường Rand; văn bản trên bệ tượng là: «Ông đã viết soga về nông trại và gia đình về Nordfjord. Với sự tôn kính, tác phẩm phải là sự tôn kính dành cho ông. Dân làng đã dựng bức tượng này vào năm 1976.»

Jacob Aaland (27 tháng 4 năm 1865 - 18 tháng 10 năm 1950) là một giáo viên người Na Uy, nhà sử học địa phương và học giả chính phủ.
Aaland là con trai của một người thợ rèn. Ông theo học Trường Hạt Apalset ở Gloppen vào mùa đông năm 1881–1882, và sau đó tốt nghiệp Trường Bình dân Stord năm 1884. Sau đó, ông dạy học trong 48 năm, đầu tiên là ở miền Đông Na Uy, và sau đó là từ năm 1892 đến năm 1932 ở Bergen.
Trong thời gian ở Bergen, ông đã có một số thời gian nghỉ dạy để thực hiện các nhiệm vụ khác. Ông đã viết một số lượng lớn sách lịch sử địa phương, và từ năm 1917 đến năm 1919, ông là biên tập viên của tờ báo Fjordenes Blad ở Nordfjordeid. Aaland là thành viên sáng lập của Hiệp hội Lịch sử Nordfjord (tiếng Na Uy: Nordfjord historielag) vào năm 1907. Ông được bổ nhiệm làm học giả chính phủ vào năm 1911 và ông đã nhận được Huân chương Công đức của Nhà vua bằng vàng.
Jacob Aaland qua đời tại nhà riêng ở Sandane ở tuổi 86 và được chôn cất tại nghĩa trang Fredly ở đó. Một bức tượng bán thân của Aaland được dựng lên tại Trường Rand vào năm 1976 để tưởng nhớ ông. Một bức tượng bán thân khác được đặt tại Bảo tàng Dân gian Nordfjord ở Sandane.

## Tác phẩm
- Nordfjords lensherrer og fogder. 1898
- Fra fylkesthingene i Nordfjord i det 17de aarhundrede. 1904
- Nordfjord fraa gamle dagar til no: II. Dei einskilde bygder: 1. Eid-Hornindalen. 1909.
- Nordfjords stortingsrepresentation fra 1814 til nu. Artikkelserie i Fjordabladet, 1925
- Utsyn yver Stigedalsvegsoga. 1931
- Gloppens sparebank i 50 år: (1882–1932). 1932
- Nordfjord fraa gamle dagar til no: II. Dei einskilde bygder: 3. Innvik – Stryn. 3 bd. 1932. Ny utg. 1974
- Fitjar: Bygdeskipnad og bygdesoga. 2 bd. 1933
- Nordfjord frå gamle dagar til no: II. Dei einskilde bygder: 2. Gloppen-Breim. 1935
- Gloppen – Breimn kommunesoga 1838-1937. 1938
- Nordfjord fraa gamle dagar til no: II. Dei einskilde bygder: 4. Davik. 1939
- Nordfjord fraa gamle dagar til no: II. Dei einskilde bygder: 5:1: Selje, Sør- og Nord-Vågsøy, gards og ættesoge. 1943
- Nordfjord fraa gamle dagar til no: II. Dei einskilde bygder: 5:2: Selje, Sør- og Nord-Vågsøy, bygdene og bygdesamfunnet. 1957, utgitt posthumt ved Edvard Os
- «Ovtru og segner samla i Lodalen». I: Årbok for Nordfjord 1975
- «Gamall brudlaupsgjerd i Nordfjord». I: Årbok for Nordfjord 1982